# Noctua
Noctua（ノクチュア）は、オーストリアのコンピュータ・ハードウェアメーカー。CPUクーラーやケースファンの製造を手がける。数百の代理店を通じて世界30か国以上で販売している。
2000年に設立されたオーストリアの Rascom Computerdistribution Ges.m.b.H. と、1996年に設立された台湾の Kolink International Corporation との合弁会社として2005年に設立された。

## 社名とカラーの由来
「Noctua」という社名は、ギリシャ神話では知性と知恵を意味するコキンメフクロウの学名であるAthene noctuaに由来し、同社のロゴにも使われている。
風量の割に静かな静音ファンと呼ばれるジャンルのファンと、そのファンを利用したCPUクーラーが主力商品であり静音性に拘るユーザーには好まれている。
製品に見られるベージュとブラウンの配色は同社のコーポレートカラーである。このカラーに決まった理由は創業者のRoland Mossig氏がブランドの立ち上げ当時、PCパーツのカラーが主にブラック、シルバー、ブルー、レッドだったので他のカラーより落ち着いたカラーにしたい考えと同氏がコーヒーやチョコレートを好んでいる事などからこのカラーリングとなった。一部黒色のモデルや灰色の廉価版モデル、また静音性よりも送風能力や耐久性を優先した産業用モデルも存在する。

## 日本での販売について
日本 では高価格帯に位置する製品群であり、決して大きくはない自作PC界隈の中でも静音PCと言うジャンルは若干ニッチなカテゴリであるが、近年では静音PCへの関心、需要なども高まりユーザーに名が知られるようになり多くのPCパーツショップや家電量販店などでも取り扱われるようになった。
2021年10月29日、Noctuaの冷却ファンを2個搭載したASUS製ビデオカード「ASUS GeForce RTX 3070 Noctua OC Edition 8GB GDDR6」が発売。2018年発売で定評のある120mm角ファン「NF-A12x25 PWM」を採用し、カード外観はフクロウの顔をモチーフとしたデザインとなっている。秋葉原では13万円という実売価格ながら、発売開始後即座に売り切れるなど注目を集めた。